# Xu Lihui
Xu Lihui (26 d'agost de 1980) és una esportista xinesa que va competir en judo, guanyadora d'una medalla d'or al Campionat Asiàtic de Judo de 2004 en la categoria oberta.

## Palmarès internacional
| Campionat Asiàtic | Campionat Asiàtic    | Campionat Asiàtic | Campionat Asiàtic |
| Any               | Lloc                 | Medalla           | Categoria         |
| ----------------- | -------------------- | ----------------- | ----------------- |
| 2004              | Almatý ( Kazakhstan) | 1                 | Oberta            |